# Coppa Svizzera 2007-2008
La Coppa Svizzera 2007-2008, iniziata l'8 agosto 2007, si è conclusa con la vittoria del Basilea.

## Formula
Alla competizione partecipano di diritto le squadre della Super League e della Challenge League tranne il Vaduz, che invece disputa la Coppa del Liechtenstein. Il tabellone viene completato attraverso una fase eliminatoria regionale dalla quale accedono alla coppa 11 club di Prima Lega e 26 che militano nella Lega amatori.

## Preliminari

### Primo turno preliminare
| Squadra 1          | Risultato | Squadra 2        |
| ------------------ | --------- | ---------------- |
| 8 agosto 2007      |           |                  |
| Mendrisio-Stabio   | 3 - 1     | Schötz           |
| Echallens          | 2 - 0     | Münsingen        |
| Baden              | 4 - 1     | Muttenz          |
| Étoile Carouge     | 2 - 0     | Grenchen         |
| YF Juventus        | 2 - 1     | Zugo             |
| Naters             | 5 - 3     | Savièse          |
| Old Boys Basilea   | 3 - 1     | Küsnacht         |
| Bex                | 4 - 2     | Lyss             |
| Laufen             | 0 - 2     | Rapperswil-Jona  |
| Serrières          | 2 - 1     | Soletta          |
| Tuggen             | 3 - 0     | Zofingen         |
| Düdingen           | 4 - 0     | Wangen bei Olten |
| Kreuzlingen        | 1 - 2     | Biaschesi        |
| La Tour/Le Pâquier | 1 - 2     | Bulle            |
| Red Star Zurigo    | 3 - 2     | Herisau          |
| Stade Nyonnais     | 3 - 2     | Malley           |
| Olten              | 1 - 3     | Sciaffusa        |
| Friburgo           | 0 - 4     | Meyrin           |
| Baulmes            | 2 - 0     | Martigny-Sports  |

Ammesse direttamente al secondo turno:
- FC Urania Geneve Sports
- FC Biel-Bienne
- FC Brugg

### Secondo turno preliminare
| Squadra 1       | Risultato       | Squadra 2            |
| --------------- | --------------- | -------------------- |
| 15 agosto 2007  |                 |                      |
| Meyrin          | 1 - 2           | Étoile Carouge       |
| Naters          | 2 - 3           | Urania Geneve Sports |
| Stade Nyonnais  | 3 - 3 (4-3 dcr) | Bex                  |
| Baulmes         | 3 - 1           | Bulle                |
| Echallens       | 2 - 1           | Serrières            |
| Bienne          | 3 - 1           | YF Juventus          |
| Rapperswil-Jona | 0 - 1           | Red Star Zurigo      |
| Brugg           | 2 - 3           | Tuggen               |
| Düdingen        | 4 - 1           | Mendrisio-Stabio     |
| Biaschesi       | 2 - 1           | Old Boys Basilea     |
| Sciaffusa       | 0 - 1           | Baden                |

Vengono ammesse alla Swisscom Cup anche le seguenti squadre:
Dalla Seconda Lega interregionale:
- FC Bavois, FC Bazenheid, FC Langenthal, FC Seefeld ZH, SC Brühl SG, FC Versoix, FC Stade LS Ouchy, AC Malcantone, FC Hägendorf, FC Sarnen, FC Wettingen 93, FC Le Mont LS, FC Massongex, FC Porrentruy, Racing Club GE

Dalla Seconda Lega regionale:
- SC Binningen, FC Flawil, FC Orpund, FC Töss, FC Winkeln SG, ASC Gordola, FC Lusitanos, FC Bern, FC Colombier, FC Léchelles

Dalla Terza Lega:
- FC Herrliberg

## Swisscom Cup

### Partecipanti
| Young Boys      |
| Aarau           |
| Basilea         |
| Lucerna         |
| Sion            |
| San Gallo       |
| Thun            |
| Zurigo          |
| Grasshoppers    |
| Neuchâtel Xamax |

| Bellinzona        |
| Lugano            |
| Chiasso           |
| Concordia Basilea |
| Gossau            |
| La Chaux-de-Fonds |
| Losanna           |
| Locarno           |
| Sciaffusa         |
| Wil               |
| Winterthur        |
| Wohlen            |
| Cham              |
| Kriens            |
| Servette          |
| Delémont          |
| Yverdon           |

| Étoile Carouge  |
| Baden           |
| Baulmes         |
| Bienne          |
| Echallens       |
| Red Star Zurigo |
| Tuggen          |
| Urania Ginevra  |
| Biaschesi       |
| Düdingen        |
| Stade Nyonnais  |

| A.C. Malcantone           |
| F.C. Bavois               |
| F.C. Bazenheid            |
| F.C. Hägendorf            |
| F.C. Langenthal           |
| F.C. Le Mont Lausanne     |
| F.C. Massongex            |
| F.C. Porrentruy           |
| F.C. Sarnen               |
| F.C. Seefeld Zürich       |
| F.C. Stade Lausanne Ouchy |
| F.C. Versoix              |
| Racing Club Geneve        |

| A.S.C. Gordola  |
| F.C. Bern       |
| F.C. Colombier  |
| F.C. Flawil     |
| F.C. Léchelles  |
| F.C. Lusitanos  |
| F.C. Orpund     |
| F.C. Töss       |
| F.C. Winkeln SG |
| S.C. Binningen  |

| F.C. Herrliberg |

### Primo girone principale
| Squadra 1            | Risultato       | Squadra 2         |
| -------------------- | --------------- | ----------------- |
| 14 settembre 2007    |                 |                   |
| Bienne               | ? - ? (5-6 dcr) | Yverdon           |
| Baulmes              | 2 - 1           | Delémont          |
| Wettingen            | 1 - 3           | Kriens            |
| Racing Club Ginevra  | 4 - 1           | La Chaux-de-Fonds |
| 15 settembre 2007    |                 |                   |
| Bazenheid            | 0 - 7           | Bellinzona        |
| Echallens            | 0 - 3 (dts)     | Losanna           |
| Red Star Zurigo      | 0 - 5           | Winterthur        |
| Seefeld Zurigo       | 0 - 4           | Grasshoppers      |
| Versoix              | 0 - 5           | Stade Nyonnais    |
| Winkeln SG           | 2 - 6           | Gossau            |
| Herrliberg           | 0 - 6           | Zurigo            |
| Düdingen             | 1 - 3 (dts)     | Concordia Basilea |
| Berna                | 1 - 2           | Langenthal        |
| Orpund               | 1 - 2           | Binningen         |
| Sarnen               | 1 - 7           | Aarau             |
| Brühl                | 4 - 6           | Sciaffusa         |
| Baden                | 1 - 2           | Locarno           |
| Le Mont              | 0 - 2           | Neuchâtel Xamax   |
| Töss                 | 0 - 8           | San Gallo         |
| Urania Geneve Sports | 0 - 7           | Sion              |
| Flawil               | 2 - 3           | Wil               |
| Stade Lausanne-Ouchy | 0 - 4           | Servette          |
| Hägendorf            | 1 - 5           | Cham              |
| Massongex            | 0 - 5           | Étoile Carouge    |
| 16 settembre 2007    |                 |                   |
| Bavois               | 1 - 3           | Young Boys        |
| Léchelles            | 0 - 9           | Basilea           |
| Porrentruy           | 0 - 4           | Thun              |
| Lusitanos            | 0 - 6           | Colombier         |
| Biaschesi            | 1 - 3           | Lucerna           |
| Malcantone Agno      | 0 - 4           | Wohlen            |
| AGordola             | 1 - 5           | Chiasso           |
| Tuggen               | x - x (2-4 dcr) | Lugano            |

### Sedicesimi di finale
| Squadra 1           | Risultato       | Squadra 2       |
| ------------------- | --------------- | --------------- |
| 20 ottobre 2007     |                 |                 |
| Binningen           | 1 - 6           | Basilea         |
| Baulmes             | 0 - 2 (dts)     | Losanna         |
| Winterthur          | 2 - 3           | Grasshoppers    |
| Wohlen              | x - x (4-5 dcr) | Bellinzona      |
| Kriens              | 1 - 0           | Aarau           |
| Étoile Carouge      | 0 - 2           | Sion            |
| 21 ottobre 2007     |                 |                 |
| Concordia Basilea   | x - x (6-7 dcr) | Zurigo          |
| Colombier           | 1 - 3           | Yverdon         |
| Gossau              | 2 - 0           | San Gallo       |
| Langenthal          | 2 - 5           | Lucerna         |
| Locarno             | 0 - 2           | Young Boys      |
| Sciaffusa           | 3 - 1           | Wil             |
| Racing Club Ginevra | 2 - 5 (dts)     | Neuchâtel Xamax |
| Cham                | 0 - 1           | Thun            |
| Stade Nyonnais      | 2 - 1           | Servette        |
| Chiasso             | 3 - 1           | Lugano          |

### Ottavi di finale
| Squadra 1        | Risultato | Squadra 2       |
| ---------------- | --------- | --------------- |
| 24 novembre 2007 |           |                 |
| Sciaffusa        | 0 - 1     | Neuchâtel Xamax |
| Losanna          | 0 - 2     | Gossau          |
| Lucerna          | 0 - 1     | Thun            |
| 25 novembre 2007 |           |                 |
| Bellinzona       | 2 - 1     | Sion            |
| Chiasso          | 0 - 1     | Young Boys      |
| Grasshoppers     | 0 - 1     | Basilea         |
| Kriens           | 0 - 3     | Zurigo          |
| Stade Nyonnais   | 2 - 1     | Yverdon         |

### Quarti di finale
| Squadra 1       | Risultato   | Squadra 2      |
| --------------- | ----------- | -------------- |
| Thun            | 2 - 1 (dts) | Zurigo         |
| Basilea         | 2 - 0       | Stade Nyonnais |
| Bellinzona      | 2 - 1       | Gossau         |
| Neuchâtel Xamax | 3 - 2 (dts) | Young Boys     |

| 15 dicembre 2007 | Thun | 2 – 1 (d.t.s.) | Zurigo |  |

| 15 dicembre 2007 | Basilea | 2 – 0 | Stade Nyonnais |  |

| 16 dicembre 2007 | Bellinzona | 2 – 1 | Gossau |  |

| 16 dicembre 2007 | Neuchâtel Xamax | 3 – 2 (d.t.s.) | Young Boys |  |

### Semifinali
| Squadra 1  | Risultato       | Squadra 2       |
| ---------- | --------------- | --------------- |
| Bellinzona | x - x (4-2 dcr) | Neuchâtel Xamax |
| Basilea    | 1 - 0           | Thun            |

| 27 febbraio 2008                             | Bellinzona           | x – x (d.t.s.) | Neuchâtel Xamax |  |
| \| \| \| \| \| \| Tiri di rigore 4 – 2 \| \| |                      |                |                 |  |
|                                              |                      |                |                 |  |
|                                              | Tiri di rigore 4 – 2 |                |                 |  |

| 27 febbraio 2008 | Basilea | 1 – 0 | Thun |  |

### Finale
| Squadra 1  | Risultato | Squadra 2 |
| ---------- | --------- | --------- |
| Bellinzona | 1 - 4     | Basilea   |

| Arbitro: | Zimmermann |

| |            | |
| 58' Pouga | Marcatori  | 31' Derdiyok 62' Majstorović 63' Streller 65' Huggel                                                                        |
| Bucchi Belotti (46' Moresi) Mangiarratti Carbone Miccolis (69' Raso) Rivera (73' Conti) La Rocca Lulic Taljević Neri Pouga | Formazioni | Costanzo Zanni Majstorović Marque Nakata Ba Derdiyok (46' Streller) Huggel Ergic Carlitos (55' Degen) Eduardo (76' Perović) |
| Petkovic | Allenatori | Gross |